# La badessa e le brache del prete
Delle brache della badessa o La badessa e le brache del prete è una novella contenuta nel Decamerone di Giovanni Boccaccio. È la seconda delle dieci novelle narrate durante la nona giornata, il secondo lunedì dall'inizio delle vicende in cui è ambientata l'opera.
Come già nel primo giorno, il tema che può essere trattato è libero. Emilia infatti, la regina della giornata, dice che si può raccontare di ciò che più piace ("si ragiona ciascuno secondo che gli piace e di quello che più gli aggrada")
La novella della badessa è raccontata da Elissa, che sceglie di parlare delle astuzie amorose e di celebrare coloro che grazie all'ingegno sono riusciti a capovolgere una situazione sfavorevole a loro favore senza ripercussioni negative.

## Trama
La novella è ambientata in un monastero lombardo dove una giovane suora, Isabetta, di nobile origine e dalla rara bellezza, incontra un giorno un giovane di cui si innamora perdutamente, venendo ricambiata. I due per lungo tempo non possono incontrarsi ("e non senza gran pena di ciascuno questo amore un gran tempo senza frutto sostennero"), ma alla fine Isabetta trova il modo di far entrare di nascosto nottetempo il giovane nella propria cella. Per diverso tempo questi incontri notturni non trovano ostacoli, ma una notte essi vengono scoperti dalle monache, che, prese dalla gelosia, decidono di coglierli sul fatto e di smascherare Isabetta di fronte alla badessa, madonna Usimbalda.
Recatesi dalla badessa, le monache le gridano dall'esterno di alzarsi, vestirsi e seguirle poiché una suora sta violando le regole del convento. 
Non avrebbero potuto scegliere momento peggiore, poiché anche la badessa si trova in compagnia di un uomo, un prete che a volte giunge nelle sue stanze chiuso in un baule. Per evitare perciò che le suore si accorgano di lui e che entrino nella sua stanza, senza accendere le luci la badessa si veste in fretta e furia, ponendosi però per errore sul capo le brache del prete al posto del velo. Uscita di corsa, si fa portare nella cella dove si trovano i due amanti. Appena entrata nella cella, i due, terrorizzati per essere stati scoperti, rimangono immobili. Madonna Usimbalda, sotto gli occhi delle altre monache, felici che la ragazza fosse stata smascherata, comincia a rimproverare la giovane e a dirle che con la sua condotta ha per sempre disonorato quel monastero, conosciuto per la propria rispettabilità e santità; per questo, sarebbe stata severamente punita.
Mentre la badessa continua a inveire su di lei, Isabetta, che fino a ora ha tenuto il capo abbassato in segno di penitenza, a un certo punto solleva lo sguardo notando così la strana cuffia della badessa. Capendo il fallo della badessa, riprende coraggio e chiede a essa di allacciarsi gentilmente la cuffia e poi di continuare. La badessa, che non riesce a comprendere tale richiesta, continua a sgridarla, ma l'insistenza della ragazza è tale che alla fine anche le altre suore alzano lo sguardo e vedono che la loro badessa porta in capo dei pantaloni da uomo.
Quest'ultima, accortasi finalmente del suo errore, cambia subito la sua predica e dichiara che ai piaceri della carne è impossibile resistere e che da quel momento chiunque avesse voluto avrebbe potuto godere dei favori di un uomo. Così Isabetta e la badessa tornano ai loro rispettivi amanti lasciando senza parole le altre suore.

## Livello tematico
La vicenda è incentrata sulla figura d'Isabetta, una suora che non rispetta le regole del convento forse perché costretta a entrarvi contro la propria volontà, probabilmente per volere dalla propria famiglia. Difficilmente, infatti, una ragazza di nobili origini e di bell'aspetto avrebbe scelto di rinchiudersi per sempre in convento di sua volontà.
Il tema principale, oltre all'amore, è quello della fortuna. La suora infatti si è salvata dalla scomunica e dal disonore a causa dell'errore commesso dalla badessa. Quest'ultima, infatti, se non fosse stata colta sul fatto non avrebbe mai smesso di interpretare il suo ruolo e nonostante fosse stata lei la prima a infrangere le regole avrebbe punito la ragazza senza pensarci due volte. 
La vicenda finisce in un modo comico, poiché la badessa, colta sul fatto, invece di spiegare e di cercare una scusa confessa la sua colpa e permette da quel momento a chiunque di avere un amante andando completamente contro le regole della Chiesa.

## Adattamenti
Nel XIX secolo la novella venne ripresa e adattata in un lepido poemetto milanese, in 41 ottave, di Tommaso Grossi, I bragh del confessor salven la monega. Novella (nota anche come I Colzon de Don Fotta Ciavenagh). Qui la giovane protagonista si chiama Isabella e non Isabetta, mentre la badessa si chiama Geltrude e non Usimbalda; inoltre il giovane amante della suora e il prete colto a letto con la badessa, anonimi nel Decamerone, si chiamano rispettivamente Battista e don Fotta Ciavenagh.
La novella è presente anche nel Decameron di Pasolini, ma contrariamente alla altre nove che vi vengono esplicitamente rappresentate, essa è introdotta con l'espediente narrativo di un cantastorie che Masetto si ferma ad ascoltare e che narra, in napoletano, proprio la vicenda di questa badessa.
La badessa e le brache del prete è una delle cinque novelle del Decameron scelte dai Fratelli Taviani per il loro film Maraviglioso Boccaccio del 2015.